# Jiří Fuchs
Jiří Fuchs (* 1947, Žatec) je současný český mimoakademický filosof, lektor soukromé filosofické školy Academia Bohemica, šéfredaktor revue Distance, člen dominikánského řádu a autor několika filosofických knih.

## Vzdělání a odborná činnost
Jiří Fuchs nemá akademické vzdělání ve filosofii, dle vlastních slov v interview pro Konzervativní listy úspěšně absolvoval pouze základní školní docházku, na kterou navázal neúspěšným studiem průmyslovky. V rozhovoru pro televizi Noe uvedl, že filosofii studoval soukromě u dominikána Metoděje Habáně.
Zásadním přínosem Jiřího Fuchse na poli filosofie je kritická revize základů lidského poznání – noetiky a de facto rehabilitace klasické metafyziky. Ve svých knihách Filosofie 2 – Kritický problém pravdy a Iluze Skeptiků se zabývá prověřením noetického tématu jako takového. Zároveň zde předkládá polemiku se zakladateli novověké filosofie Descartem, Kantem, Hegelem a dalšími a poukazuje na jejich domnělé noetické omyly.

## Dílo

### Filosofické spisy a učebnice:
- Filosofie 1–7 (1993–2007) – sedmisvazkový cyklus klasické filosofie
- Kritické úvahy I. a II. (1992 a 1994)
- Vybrané otázky z filosofie (spoluautor Roman Cardal; 2012)
- Iluze skeptiků (2015)
- Člověk bez duše, život beze smyslu (2016)
- Do světa filosofů (spoluautoři Roman Cardal, Viera Kačinová; 2018)
- Iluze etických relativistů (2020)

### Polemiky a reflexe soudobého dění:
- Milosrdenství? Bez Rozumu? (2016)
- Morálka bez mezí? (2017)
- Vyšší humanita, nebo totalita? (2017)
- V myšlenkovém světě Tomáše Halíka: Od modernismu k neomarxismu (2019)